# 小島啓二
小島 啓二（こじま けいじ、1956年10月9日 - ）は、日本の経営者。

## 学歴
- 東京都中野区出身[1]
- 大阪府立豊中高等学校[2]、京都大学理学部卒業。
- 1982年 - 京都大学大学院理学研究科修士課程修了
- 2005年 - 大阪大学大学院情報科学研究科博士課程修了、博士（情報科学）[3]

## 職歴
- 1982年 - 日立製作所入社
- 1989年‐1990年 - カーネギーメロン大学派遣[4]
- 1996年‐1999年 - 米国日立コンピュータプロダクツ[4]
- 2000年 - 日立製作所 システム開発研究所第三部長
- 2003年 - 日立製作所 システム開発研究所情報サービス研究センター長
- 2004年 - 日立製作所 ユビキタスプラットフォームグループインターネットプラットフォーム事業部副事業部長
- 2006年 - 日立製作所 中央研究所組込みシステム基盤研究所長
- 2007年 - 日立製作所 中央研究所情報システム研究センター長
- 2008年 - 日立製作所 中央研究所長
- 2011年 - 日立製作所 日立研究所長
- 2012年 - 日立製作所 執行役常務 日立研究所長
- 2014年 - 日立製作所 執行役常務 CTO兼研究開発グループ長
- 2016年 
  - 4月 - 日立製作所 執行役専務 サービス＆プラットフォームビジネスユニットCEO
  - 6月 - 日立インフォームドテレコミュニケーションシステムズグローバルホールディングス (現日立デジタル) 取締役会長兼CEO
- 2017年 - 日立データシステムズ (現日立ヴァンタラ) 取締役会長
- 2018年 - 日立製作所 代表執行役 執行役副社長
- 2021年 - 日立製作所 取締役 代表執行役 執行役社長 兼 COO ライフ事業統括本部長 ヘルスケア事業成長戦略本部長 [5][6][7]
- 2022年 - 日立製作所 取締役 代表執行役 執行役社長 兼 CEO 兼 イノベーション成長戦略本部長 [8]
- 2025年4月 - 日立製作所 取締役 副会長[9]